# Ненасичені вуглеводні

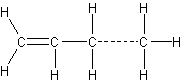
Структурна формула н-алкену

Перші представники ряду аліфатичних алкінів

Ненаси́чені вуглево́дні — до ненасичених вуглеводнів відносяться алкени, алкадієни та алкіни. Ненасиченим вуглеводням протиставляються алкани — насичені вуглеводні.
Ненасиченими називаються вуглеводні, що мають хоча б один подвійний або потрійний (кратний) карбонний зв'язок.

## Алкени
ненасичені вуглеводні етиленового ряду, їхні назви походять від назв відповідних насичених вуглеводнів, в яких закінчення -ан замінено закінченням -ілен (або -илен). В таблиці наведені назви і будова деяких етиленових вуглеводнів.
| Назви насичених вуглеводнів | Формула | Назви ненасичених вуглеводнів | Формула                      |
| --------------------------- | ------- | ----------------------------- | ---------------------------- |
| Метан                       |         |                               |                              |
| Етан                        | С2Н6    | Етилен                        | С2Н4, або СН2=СН2            |
| Пропан                      | С3Н8    | Пропен                        | С3Н6, або СН3—СН=СН2         |
| Бутан                       | С4Н10   | Бутен                         | С4Н8, або СН3—СН2—СН=СН2     |
| Пентан                      | С5Н12   | Пентен                        | С5Н10, або СН3—(СН2)2—СН=СН2 |
| Гексан                      | С6Н14   | Гексен                        | С6Н12, або СН3—(СН2)3—СН=СН2 |
| Гептан                      | С7Н16   | Гептен                        | С7Н14, або СН3—(СН2)4—СН=СН2 |

Молекула наступного члена гомологічного ряду відрізняється від молекули попереднього, як і в ряді
насичених вуглеводнів, на гомологічну різницю СН2. У молекулах етиленових вуглеводнів на два атоми водню менше, ніж у молекулах відповідних насичених вуглеводнів, внаслідок наявності подвійного зв'язку. Склад етиленових вуглеводнів виражається загальною формулою СnН2n.
Нижчі етиленові вуглеводні (етилен, пропілен і бутилен) при звичайній температурі — гази, вуглеводні із складом від С5Н10 до С17Н34 — рідини, а починаючи з вуглеводню С18Н36 і вищі — тверді речовини. У воді етиленові вуглеводні, як і вуглеводні ряду метану, нерозчинні, але в спирті та інших органічних розчинниках розчиняються.
У хімічному відношенні гомологи етилену досить активні. Подібно до етилену вони легко окислюються, вступають у реакції приєднання і полімеризації. Хімічна активність етиленових вуглеводнів обумовлюється наявністю у їх молекулах подвійного зв'язку.

## Вуглеводні з двома подвійними зв'язками
Крім вуглеводнів з одним подвійним зв'язком, відомі вуглеводні з двома подвійними зв'язками. їх назви походять теж від назв насичених вуглеводнів, в яких закінчення -ан замінено на закінчення -діен на відміну від закінчення -ен у етиленових вуглеводнів (ди — два). Наприклад: бутан — СН3—СН2—СН2—СН3, бутилен — СН3—СН2—СН=СН2 (один подвійний зв'язок) і бутадієн — СН2=СН—СН=СН2 (два подвійних зв'язки). Тому вуглеводні з двома подвійними зв'язками називають дієновими. Ці вуглеводні більш ненасичені, ніж етиленові. їх склад виражається загальною формулою: СnН2n-2.
Два подвійних зв'язки в молекулах дієнових вуглеводнів можуть розміщуватись по-різному. Найбільше практичне значення мають ті дієнові вуглеводні, в молекулах яких подвійні зв'язки розділені одним одинарним зв'язком. Серед таких вуглеводнів найважливіші бутадієн, або дивініл (С4Н6) і метилбутадієн, або ізопрен (С5Н8).
Бутадієн (СН2=СН—СН=СН2) являє собою безбарвний газ з характерним запахом. При -4,5 °С він скраплюється в безбарвну рідину. Його називають ще дивінілом, бо молекула бутадієну ніби складається з двох з'єднаних між собою радикалів етилену СН2=СН—, які називають вінілом.
Ізопрен — безбарвна рідина, яка кипить при 34,1°С. Його називають ще метилбутадієном, бо він є заміщеним бутадієну.
```
СН
2
=С—СН=СН
2

    |
    CH
3
```

За хімічними властивостями дієнові вуглеводні дуже подібні до етиленових. Найхарактерніші для них реакції приєднання і полімеризації. Бутадієн і ізопрен широко застосовуються для одержання синтетичних каучуків.

## Алкіни

Структурна формула n-Алкіну

Алкі́ни, ацетиле́нові вуглево́дні, члени групи вуглеводнів із загальною формулою CnH2n-2, називаються також ацетиленами, ненасичені сполуки; характеризуються одним чи більше потрійними зв'язками між атомами вуглецю.
Легкі алкіни — гази, більш важкі — рідини або тверді речовини.
Хімічні властивості алкінів подібні до властивостей ацетилену.